# Tan Liangde
Tan Liangde (chiń. upr. 谭良德; chiń. trad. 譚良德; pinyin Tán Liángdé; ur. 10 lipca 1965 w Maoming) – chiński skoczek do wody, trzykrotny srebrny medalista olimpijski.
Był jednym z najwybitniejszych skoczków do wody lat 80. Miał jednak wielkiego pecha, że przyszło mu rywalizować z niekwestionowanym mistrzem tych czasów Gregiem Louganisem.
Do kadry narodowej Chin trafił w wieku 16 lat w 1982, został w niej podopiecznym trenera Xu Yiminga. Po raz pierwszy przegrał z Gregiem podczas Pucharu Świata FINA w 1983. Kolejny raz musiał uznać jego wyższość w skokach z trampoliny 3 m podczas Igrzysk Olimijskiech w Los Angeles w 1984 (zdobył srebrny medal). W latach 1984–1988 Louganis wygrał 19 zawodów międzynarodowych, w tym mistrzostwa świata w 1986, Tan za każdym razem był drugi. Identycznie było w Seulu w 1988 w konkurencji trampoliny 3 m.
Passa miała zostać przerwana w czasie olimpiady w Barcelonie w 1992. W zawodach tych nie wystartował Louganis, który zakończył karierę i Tan wydawał się być murowanym kandydatem do złota. W konkurencji skoków z trampoliny 3 m musiał jednak uznać wyższość reprezentanta USA Marka Lenzi. Srebrny medal zdobył także w 1991 na mistrzostwach świata.
W 2000 został przyjęty w poczet członków International Swimming Hall of Fame.